# Министерство иностранных дел Уругвая
Министерство иностранных дел Уругвая (исп. Ministerio de Relaciones Exteriores') — министерство Уругвая, осуществляющее управление в области внешней политики.
Оно также отвечает за укрепление внешнеполитических отношений с различными странами мира, а также за надлежащее функционирование миссий, посольств и консульств Уругвая за рубежом. Штаб-квартира министерства находится во дворце Сантос, в баррио Сентро, Монтевидео. Главой является министр иностранных дел, этот пост с 6 июля 2020 года занимает дипломат Франсиско Бустильо. Должность заместителя министра занимает Каролина Аче Батлле.
В уругвайских СМИ штаб-квартиру министерства часто именуют Паласио Сантос по названию исторического здания в центре Монтевидео, в котором с 1955 года размещается министерство (первоначально оно было резиденцией президента Максимо Сантоса). Это сооружение является одной из главных исторических достопримечательностей уругвайской столицы.